# Aleksandria (przystanek kolejowy)
Aleksandria (biał. Александрыя, Alieksandryja; ros. Александрия) – przystanek kolejowy w pobliżu miejscowości Aleksandria, w rejonie szkłowskim, w obwodzie mohylewskim, na Białorusi. Leży na linii Orsza - Mohylew.